# Twomad
Twomad(2000년 12월 17일~2024년 2월 13일)는 캐나다 유튜버, 스트리머이다. 캐나다 매니토바 워니퍼그 출생이다. “Good night girl, I’ll see you tomorrow” 라는 밈으로 유명세를 얻었다.

## 방탄소년단 관련
2019년 6월 22일에 그의 유튜브 채널에서 올라온 영상 “Do NOT MESS with K-pop Stans!!” 라는 제목으로 올라왔으며, 코리아부, 방탄소년단을 조롱하며 그들의 매너리즘을 모방하며, 멤버들을 “Jungcock” 즉 정콕이라고 불렀다. 그는 또 이들을 '북한의꼭두각시'라고 부르며 김정은을 위해 일했던 것이 분명하다고 말했다.
2020년 3월 1일, 그는 방탄소년단이 자신의 동영상에 대해 법적 대응을 시도하고 있다며 그에게 소송을 보냈다. 그들은 또한 그가 한국인들에 대한 인종차별주의자라고 비난했지만, 그는 그가 받은 메시지들 중 몇 개를 스크린샷으로 보여주었고, 그 중 몇 개는 그를 그 단어로 불렀다. 그는 또 방탄소년단이 코로나19에 감염돼 괴롭힘이 급증했다고 농담하는 트윗을 만들기도 했지만 빅히트와의 접촉 시도를 조롱하며 명예훼손 소송의 근거가 있다고 주장했다.